# Doxocopa cherubina
Doxocopa cherubina är en fjärilsart som beskrevs av Felder 1866. Doxocopa cherubina ingår i släktet Doxocopa och familjen praktfjärilar. Inga underarter finns listade i Catalogue of Life.